# Ceratina dalyi
Ceratina dalyi är en biart som beskrevs av Terzo 1998. Ceratina dalyi ingår i släktet märgbin, och familjen långtungebin. Inga underarter finns listade i Catalogue of Life.